# 브리자 두 리스
브리자 두 리스(포르투갈어: brisa do Lis)는 포르투갈의 후식이다. 달걀 노른자와 아몬드가루가 들어간 푸딩이며, 도스 콘벤투알(수도원 과자)의 하나이다.

## 이름
포르투갈어 "브리자 두 리스(brisa do Lis)"는 "리스강의 산들바람"이라는 뜻이다. "브리자(brisa)"는 "산들바람"을 뜻하는 명사이며, "두(do)"는 "~의"라는 뜻의 전치사 "드(de)"와 남성형 정관사 "우(o)"가 합쳐진 형태이며, "리스(Lis)"는 포르투갈 중부 레이리아 지역을 흐르는 강 이름이다.

## 만들기
설탕을 물에 넣고 끓여 간단한 시럽을 만든다. 시럽이 식으면 아몬드가루, 체에 받쳐 내린 달걀 노른자와 녹인 버터를 섞는다. 버터를 바르고 설탕을 뿌린 푸딩 틀에 부어 오븐에서 중탕해 낸다. 

## 같이 보기
- 킨징